# Aartsbisdom Kansas City
Het aartsbisdom Kansas City in Kansas (Latijn: Archidioecesis Kansanopolitana in Kansas) is een rooms-katholiek aartsbisdom met als zetel Kansas City, in de Amerikaanse staat Kansas. De aartsbisschop van Kansas City is metropoliet van de kerkprovincie Kansas City, waartoe ook de volgende suffragane bisdommen behoren:
- Dodge City
- Salina
- Wichita

## Geschiedenis
Het aartsbisdom werd opgericht op 19 juli 1850, als het apostolisch vicariaat Indian Territory East of the Rocky Mountains, uit delen van het aartsbisdom New Orleans. Op 6 juli 1857 verloor het gebied bij de oprichting van het apostolisch vicariaat Nebraska en tegelijkertijd veranderde het van naam naar apostolisch vicariaat Kansas. Op 22 mei 1877 werd het verheven tot bisdom met de naam bisdom Leavenworth, en was suffragaan aan het aartsbisdom Saint Louis. Op 2 augustus 1887 verloor het gebied bij de oprichting van de bisdommen Concordia en Wichita. Op 10 mei 1947 veranderde het van naam naar bisdom Kansas City in Kansas. Op 9 augustus 1952 werd het verheven tot metropolitaan aartsbisdom. 

## Parochies
Het aartsbisdom had in 2023 een oppervlakte van 32.437 km2 en telde 1.398.300 inwoners waarvan 13,1% rooms-katholiek was.

## Ordinarii

### Apostolisch vicarissen
- John Baptiste Miège (19 juli 1850 - 18 november 1874)

### Bisschoppen
- Louis Mary Fink (apostolisch vicaris: 18 november 1874, bisschop: 22 mei 1877 - 17 maart 1904; coadjutor sinds 1 maart 1871)
- Thomas Francis Lillis (17 september 1904 - 22 maart 1910)
- John Ward (24 november  1910 - 20 april 1929)
- Francis Johannes (20 april 1929 - 13 maart 1937; coadjutor sinds 19 december 1927)
- Paul Clarence Schulte (29 mei 1937 - 20 juli 1946)
- George Joseph Donnelly (9 november 1946 - 13 december 1950)

### Aartsbisschoppen
- Edward Joseph Hunkeler (bisschop: 28 maart 1951, aartsbisschop: 9 augustus 1952 - 4 september 1969)
- Ignatius Jerome Strecker (4 september 1969 - 28 juni 1993)
  - Marion Francis Forst (hulpbisschop: 16 oktober 1976 - 23 december 1986)
- James Patrick Keleher (28 juni 1993 - 15 januari 2005)
- Joseph Fred Naumann (15 januari 2005 - heden; coadjutor sinds 7 januari 2004)

## Galerij van afbeeldingen

Wapen van het aartsbisdom
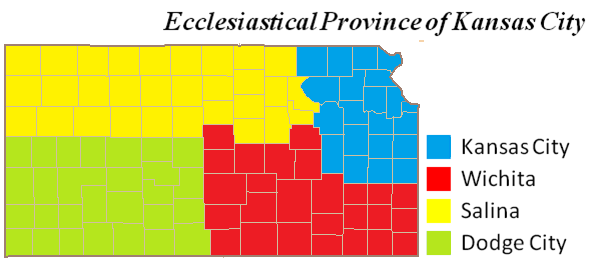
Kerkprovincie met aartsbisdom en suffragane bisdommen
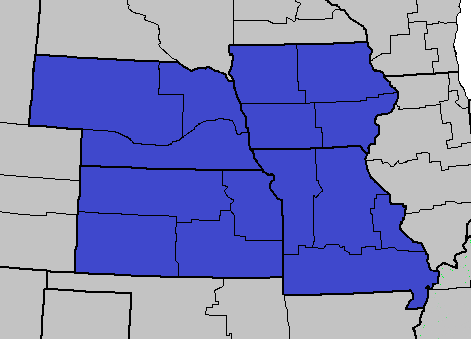
Regio IX van de Amerikaanse bisschoppenconferentie
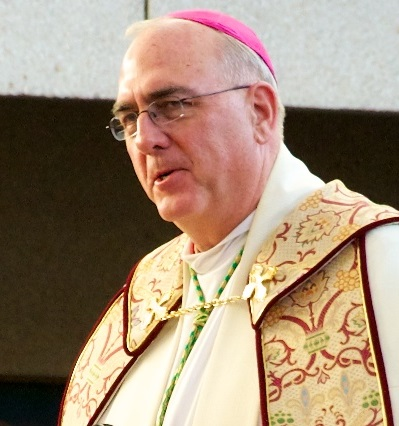
Aartsbisschop Joseph Fred Naumann (2005-heden)

Kansas City (aartsbisdom) · Dodge City · Salina · Wichita